# Дибутилфталат
Дибути́лфтала́т — хімічна формула C6H4(CO2C4H9)2 — органічна сполука, яка зазвичай використовується як пластифікатор завдяки незначній токсичності та широкому діапазону температур, за яких вона залишається рідкою. Це безбарвна олія, хоча комерційні зразки часто бувають жовтими.

## Виробництво та використання
Дибутилфталат утворюється шляхом реакції n-бутанолу з фталевим ангідридом. Ці сполуки-попередники можна отримати дешево та екологічно.
Дибутилфталат — важливий пластифікатор, який дозволяє використовувати основні інженерні пластмаси, такі як ПВХ. Такий модифікований ПВХ широко застосовується в сантехніці.

## Деградація

### Гідроліз
Монобутилфталат (MBP) є його основним метаболітом. doi:10.1007/s40618-015-0279-6
Подвійне омилення DBP призводить до отримання фталевої кислоти та 1-бутанолу.

### Біодеградація
Один з можливих шляхів деструкції дибутилфталату — його біодеструкція за допомогою мікроорганізмів. Наприклад, види Enterobacter можуть біодеградувати тверді побутові відходи, в котрих концентрація дибутилфталату досягає 1500 проміле, — із періодом напіврозпаду його 2–3 години. Розщеплювати дибутилфталат може також грибок Polyporus brumalis.  